# Волкова Аліна Іванівна
Волкова Аліна Іванівна, до шлюбу Чернітенко (нар. 30 грудня 1930, Артемівськ (нині місто Бахмут Донецької області)) — українська оперна та камерна співачка (сопрано). Народна артистка УРСР (1990).
Закінчила Київську консерваторію у 1957 році (клас Зої Гайдай). У період з 1957—1962 рр. — солістка Узбецького театру опери та балету імені Навої (Ташкент), 1962—1968 рр. — Білоруського академічного театру опери і балету (Мінськ), 1968—1983 — Одеського театру опери та балету. Від 1983 солістка-вокалістка Київської філармонії (нині Національна філармонія України).

## Партії
- Оксана («Запорожець за Дунаєм» С. Гулака-Артемовського);
- Гелена («Богдан Хмельницький» К. Данькевича);
- Едоніда («Алкід» Д. Бортнянського);
- Аїда (однойменна опера Дж. Верді);
- Тоска (однойменна опера Дж. Пуччіні);
- Ярославна («Князь Ігор» О. Бородіна);
- Ліза («Пікова дама» П. Чайковського).